# Ернак
Ернак (грец. Ήρνάχ; «Hernach») — вождь і каган союзу гунських племен, третій і наймолодший син Аттіли. У своєму описі Пріск Панійський писав, що це був той нащадок Аттіли який став єдиною надією на відродження великої імперії. Як Ірник згадується в «Іменнику булгарських правителів».

## З життєпису
Після смерті Аттіли 453 року, його імперія розпалась, а її уламки перебували під владою трьох його синів. Спочатку імперію успадкував старший син Елак, проте почались міжусобиці, й він загинув. У 454 році двоє молодших братів Ернак і Денгізіх поділили державу гунів на дві частини. Ернак став управляти землями на схід від Малої Скіфії. Є припущення, що столицею держави Ернака був гунський некрополь біля Новогригорівки, що на лівому березі Дніпра.
466 року Ернан відмовився допомогти своєму рідному братові в його війні проти Східної Римської імперії. 468 року, коли Денгізіх був вбитий, Ернан завоював його землі на північ від Дунаю. Зайнявши володіння свого брата Денгізіха, канага акацирів, він правив з 469 року до 503 року над гунами, які населяли значну частину колишньої імперії, а саме землі сучасної України. Також близько 490-х років відомий каган гунів Джураш, який правив частиною племен після Ернака.
Він підтримував мирні відносини з Візантійською імперією до 490 року. Окрім гунів та прилеглих племен, Ернаку вдалося утвердити себе як правителя також булгар-оногурів, що були підкорені гунами в 463 під час попереднього правління його брата Дегізіха. У 486 і 488 роках Ернак привів булгар як союзників Візантії (а, пізніше, як союзників гепідів) у війні з готами Теодоріха, але зазнав поразки.
Згідно з Іменником болгарських ханів, був правитель на ім'я Ірник, що був каганом і його правління почалося приблизно в 453 році. Деякі історики вважають, Ернак та Ірник — це імена однієї особи.
За словами Прокопія в кагана Ернака було два сини: «Одного звали Утигур, а іншого звали Козаріг (Кутрігур). Після смерті батька вони розділили владу і дали свої імена підлеглим народам, так що навіть у наші дні деякі з них називають утигури, а решта — кутрігури».